# Daniela Sindram
Daniela Sindram (geboren am 1. Januar 1968 in Nürnberg) ist eine deutsche Mezzosopranistin.

## Leben und Werk
Daniela Sindram studierte Gesang in Berlin und Hamburg bei Ute Niss und Judith Beckmann. Sie bekam mehrere Stipendien, unter anderem 1998 vom Richard-Wagner-Verband, und belegte Meisterkurse bei Brigitte Fassbaender, Liselotte Hammes, Christa Ludwig, Aribert Reimann und Anna Reynolds.
Von 1996 bis 2001 war sie Ensemblemitglied am Theater Bremen, wo sie sich ein breites Repertoire erarbeiten konnte, darunter Orfeo, Idamente, Cherubino und Dorabella sowie den Octavian. Ab 2001 war die Sängerin zwei Spielzeiten lang am Nationaltheater Mannheim engagiert, wo sie überwiegend Mozart sang, aber auch erneut den Octavian und verschiedene Rollen in Richard Wagners Ring des Nibelungen. Im Sommer 2002 gastierte sie erstmals bei den Bayreuther Festspielen und sang dort auch in den folgenden Jahren eine der drei Rheintöchter und eine der neun Walküren.
Von 2003 bis 2009 war Daniela Sindram Ensemblemitglied der Bayerischen Staatsoper, wo sie erneut Dorabella sang, aber auch als Hänsel in Engelbert Humperdincks Märchenoper Hänsel und Gretel und als Charlotte, Brangäne und Komponist zu sehen und zu hören war. Zu ihrer Paraderolle wurde der Octavian im Rosenkavalier von Hugo von Hofmannsthal und Richard Strauss, eine klassische Hosenrolle, die sie sowohl in München verkörperte, als auch bei ihren Debüts an der Wiener Staatsoper und an der Pariser Opéra Bastille im Jahr 2006, später auch in Berlin, Dresden, New York und Tokio. Seit Sommer 2009 ist die Sängerin freischaffend tätig, blieb aber der Bayerischen Staatsoper mit regelmäßigen Gastauftritten – beispielsweise als Gräfin Geschwitz, als Venus oder als Prinz Orlofsky – verbunden.

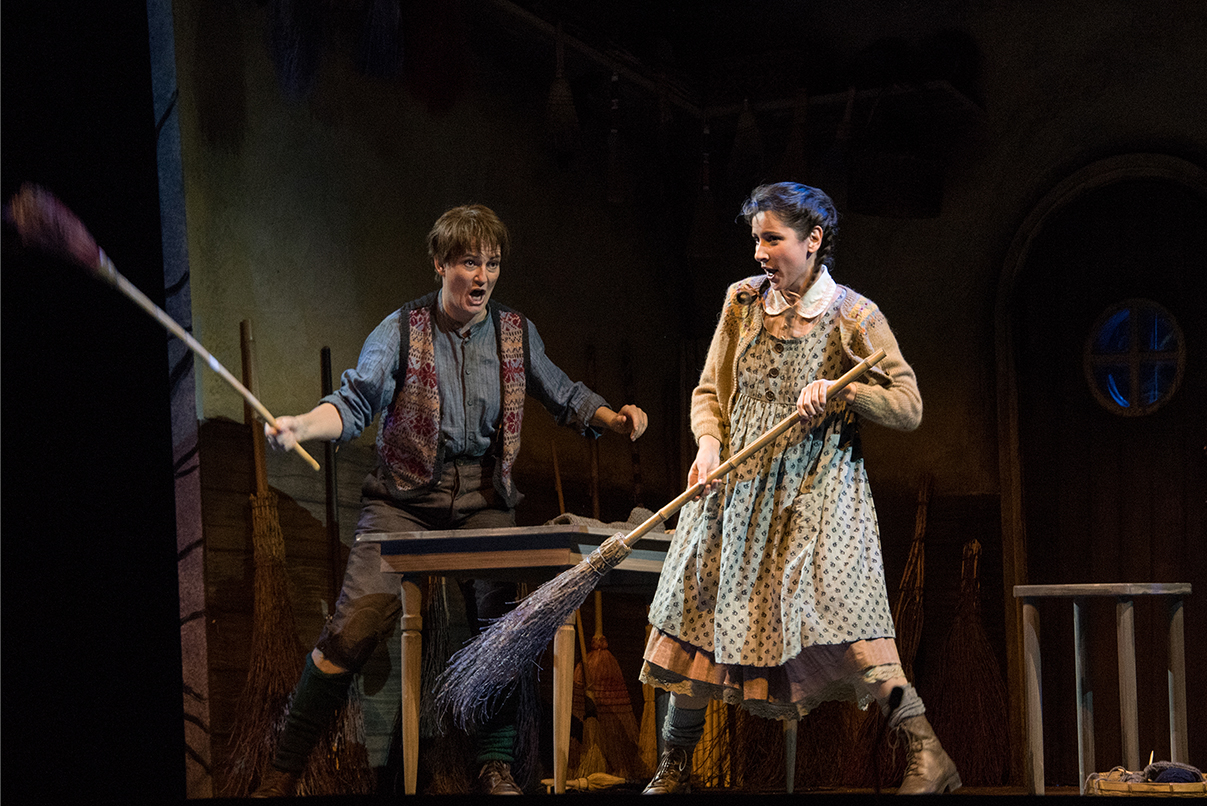
Daniela Sindram als Hänsel (links)
In Hänsel und Gretel, Staatsoper Wien 2015, mit Ileana Tonca (Gretel). Regie: Adrian Noble, Ausstattung: Anthony Ward, Licht: Jean Kalman, Choreographie: Denni Sayers, Dirigent: Christian Thielemann

Daniela Sindram sang an zwei der drei bedeutenden Opernhäuser Berlins – an der Staatsoper Unter den Linden, an welcher sie als Dorabella und Octavian gastierte, und an der Deutschen Oper (DOB), in der sie seit ihrem dortigen Debüt im Jahr 2009 regelmäßig auftritt. An der DOB übernahm sie Octavian und Komponist sowie erstmals die Fricka, den Adriano und die Kundry. Unter der musikalischen Leitung von Christian Thielemann sang sie sowohl an der Semperoper in Dresden, als auch an der Wiener Staatsoper, dort als Hänsel in einer begeistert aufgenommenen Neuinszenierung von Hänsel und Gretel. Weitere Engagements führten die Sängerin an die Mailänder Scala (als Nicklausse/Muse), nach Seattle (als Dulcinea), an das Teatro Real in Madrid (als Miss Jessel) und an das Théâtre du Capitole von Toulouse (als Brangäne). In Toulouse wird die Sängerin im Januar 2018 auch einen Fachwechsel wagen – als Sieglinde in der Walküre.
Die Sängerin ist auch auf vielen Konzertpodien aufgetreten. Ihr Repertoire umfasst nahezu alle Alt- und Mezzopartien der Oratorienliteratur sowie Liederzyklen von Mahler, Schönberg, Schubert, Schumann und Wolf. Sie sang auch in einigen konzertanten Aufführungen von Opern, beispielsweise als Venus bei den BBC Proms in London. Eine langjährige Zusammenarbeit verbindet sie mit dem Dirigenten Helmuth Rilling, unter dessen Leitung sie Haydns Harmoniemesse und Mendelssohns Athalia einspielte. Weiters sang sie unter dem Dirigat von Ivor Bolton, Asher Fisch, Ádám Fischer, Thomas Hengelbrock, Philippe Jordan, Zubin Mehta, Kent Nagano, Peter Schneider und Stanisław Skrowaczewski.

## Rollen (Auswahl)
| Berg: - Gräfin Geschwitz in Lulu Britten: - Miss Jessel in The Turn of the Screw Gluck: - Orfeo in Orfeo ed Euridice Humperdinck: - Hänsel in Hänsel und Gretel Massenet: - Charlotte in Werther - Dulcinea in Don Quichotte Mozart: - Idamante in Idomeneo - Cherubino in Le nozze di Figaro - Dorabella in Così fan tutte - Zweite Dame in Die Zauberflöte - Sesto und Annio in La clemenza di Tito |  | Offenbach: - Nicklausse und Muse Les Contes d'Hoffmann Johann Strauß: - Prinz Orlofsky in Die Fledermaus Richard Strauss: - Page in Salome - Octavian in Der Rosenkavalier - Komponist in Ariadne auf Naxos - Clairon in Capriccio Wagner: - Adriano in Rienzi - Venus in Tannhäuser (Pariser Fassung) - Brangäne in Tristan und Isolde - Fricka und Wellgunde in Das Rheingold - Fricka, Siegrune und Waltraute in Die Walküre - Zweite Norn und Wellgunde in Götterdämmerung - Kundry in Parsifal |

## Aufnahmen (Auswahl)
- Ludwig van Beethoven: Neunte Symphonie, Dirigent: Stanisław Skrowaczewski (Oehms)
- Joseph Haydn: Harmoniemesse, Dirigent: Helmuth Rilling
- Felix Mendelssohn Bartholdy: Athalia, Dirigent: Helmuth Rilling
- Franz Schubert: Lieder (Naxos)
- Richard Strauss: Ariadne auf Naxos, Mitschnitt der Bayerischen Staatsoper München aus dem Prinzregententheater. Mit Adrianne Pieczonka (Ariadne), Burkhard Fritz (Bacchus), Daniela Sindram (Komponist), Diana Damrau (Zerbinetta), Martin Gantner (Musiklehrer). Dirigent: Kent Nagano, 2008 (Premiere Opera)

## Auszeichnungen
- 2001 Kurt-Hübner-Preis
- 2006 Festspielpreis der Bayerischen Staatsoper
- 2006 Bayerischer Kunstförderpreis
- 2017 Nominierung als Beste Sängerin bei den International Opera Awards